# Elezioni del Senato dei Paesi Bassi del 2003
Le elezioni senatoriali nei Paesi Bassi del 2003 si sono svolte il 26 maggio per rinnovare i 75 membri della Eerste Kamer (anche detta comunemente Senato dei Paesi Bassi). 
In base alla Costituzione dei Paesi Bassi, tuttavia, la camera non è eletta direttamente dai cittadini, bensì dai membri delle dodici assemblee delle Province dei Paesi Bassi ogni quattro anni ed entro tre mesi dalle elezioni per questi ultimi (avvenute, in quell’anno, l’11 marzo).

## Risultati
| Liste                                  | Liste  | Voti ponderati | Voti ponderati | Seggi | +/–     |
| Liste                                  | Liste  | Voti           | %              | Seggi | +/–     |
| -------------------------------------- | ------ | -------------- | -------------- | ----- | ------- |
|                                        | CDA    | 46.848         | 29,01          | 23    | +3      |
|                                        | PVdA   | 40.613         | 25,10          | 19    | +4      |
|                                        | VVD    | 31.026         | 19,20          | 15    | -4      |
|                                        | GL     | 10.866         | 6,70           | 5     | -3      |
|                                        | PS     | 8.551          | 5,32           | 4     | +2      |
|                                        | D66    | 7.087          | 4,40           | 3     | -1      |
|                                        | CU     | 4.960          | 4,10           | 2     | -2      |
|                                        | SGP    | 4.695          | 2,90           | 2     | Stabile |
|                                        | LPF    | 4.124          | 2,60           | 1     | +1      |
|                                        | OPNL   | 2.857          | 1,75           | 1     | Stabile |
| Totale                                 | Totale | 161.644        | 100            | 75    |         |
| (NL) Risultati, su nlverkiezingen.com. |        |                |                |       |         |